# Emil Steffann
Emil Steffann, spesso reso ortograficamente come Emil Steffan (Gadderbaum, 8 luglio 1899 – Bonn, 28 aprile 1968), è stato un architetto tedesco.

## Biografia
Perlopiù autodidatta, fu intimo amico di  Rudolf Schwarz, con cui collaborò a vari progetti nella prima parte della sua carriera. Nel dopoguerra si stabilì a Lubecca, dove si occupò di vari progetti di ricostruzione e pianificazione.
L'opera che per prima gli diede notorietà nazionale fu la ricostruzione del Monastero Francescano di Colonia; tra le sue opere più note, la Certosa di Marienau di Düsseldorf, progettata insieme a Gisberth Hülsman, e la Chiesa di Sant'Elisabetta in Opladen.
Il suo stile, largamente influenzato dalle teorie di Schwarz, si basava sulla predominanza dei materiali sulla forma, sulla sobrietà e sulla razionalità delle scelte.